# جری یانگ
جری یانگ (به انگلیسی: Jerry Yang) یکی از بنیان‌گذاران وب‌گاه یاهو و مدیرعامل پیشین آن است.